# Free Legal Assistance Group
 (mai 2023).
La mise en forme du texte ne suit pas les recommandations de Wikipédia : il faut le « wikifier ».
Les points d'amélioration suivants sont les cas les plus fréquents. Le détail des points à revoir est peut-être précisé sur la page de discussion.
- Les titres sont pré-formatés par le logiciel. Ils ne sont ni en capitales, ni en gras.
- Le texte ne doit pas être écrit en capitales (les noms de famille non plus), ni en gras, ni en italique, ni en « petit »…
- Le gras n'est utilisé que pour surligner le titre de l'article dans l'introduction, une seule fois.
- L'italique est rarement utilisé : mots en langue étrangère, titres d'œuvres, noms de bateaux, etc.
- Les citations ne sont pas en italique mais en corps de texte normal. Elles sont entourées par des guillemets français : « et ».
- Les listes à puces sont à éviter, des paragraphes rédigés étant largement préférés. Les tableaux sont à réserver à la présentation de données structurées (résultats, etc.).
- Les appels de note de bas de page (petits chiffres en exposant, introduits par l'outil «  Source ») sont à placer entre la fin de phrase et le point final[comme ça].
- Les liens internes (vers d'autres articles de Wikipédia) sont à choisir avec parcimonie. Créez des liens vers des articles approfondissant le sujet. Les termes génériques sans rapport avec le sujet sont à éviter, ainsi que les répétitions de liens vers un même terme.
- Les liens externes sont à placer uniquement dans une section « Liens externes », à la fin de l'article. Ces liens sont à choisir avec parcimonie suivant les règles définies. Si un lien sert de source à l'article, son insertion dans le texte est à faire par les notes de bas de page.
- La présentation des références doit suivre les conventions bibliographiques. Il est recommandé d'utiliser les modèles {{Ouvrage}}, {{Chapitre}}, {{Article}}, {{Lien web}} et/ou {{Bibliographie}}. Le mode d'édition visuel peut mettre en forme automatiquement les références.
- Insérer une infobox (cadre d'informations à droite) n'est pas obligatoire pour parachever la mise en page.

Pour une aide détaillée, merci de consulter Aide:Wikification.
Si vous pensez que ces points ont été résolus, vous pouvez retirer ce bandeau et améliorer la mise en forme d'un autre article.
 (mai 2023).
 (mai 2023).
Le Free Legal Assistance Group (FLAG) est une organisation nationale d'avocats des droits de l'homme aux Philippines,,. C'est le premier et le plus grand groupe d'avocats des droits de l'homme établi dans le pays. FLAG a été récipiendaire de plusieurs prix tels que le prix des droits de l'homme Concerned Women of the Philippines (CWP) dans les années 1980 et le prix Chino Roces dans les années 2000 du président,. Son siège est à Sanidad Law Office, 2nd Floor Eastside Building, 77 Malakas Street, Brgy. Pinyahan, Diliman, Quezon City, Philippines.

## Ère de la fondation

FLAG organisant un rassemblement pendant la loi martiale

FLAG a été fondée en 23 octobre 1974 à 12 Margarita St., Magallanes Village, Makati par Sen. José W. Diokno, sénateur. Lorenzo M. Tañada, Juge JBL Reyes, et Joker Arroyo , ce qui était deux ans après la proclamation de la loi martiale en 1972. Arno V. Sanidad a déclaré plus tard qu'en 1976, il faisait partie des cinq avocats de l'université des Philippines Diliman à être les premiers parajuristes du pays, sous la direction de Diokno et FLAG. À l'époque, la plupart des cas d'atteintes aux droits humains étaient traités par le FLAG.

## Révolution post-EDSA
L'un des récents plaidoyers de FLAG a été d'aider à endiguer la vague d'exécutions extrajudiciaires liées à la guerre contre la drogue. Il y a eu des affaires liées la loi antiterroriste de 2020. FLAG ont demandé que la section 4 (e) soit déclarée inconstitutionnelle, pour avoir défini le terrorisme comme excluant la défense, la protestation, et la dissidence « non destinées à causer la mort ou des dommages physiques graves à une personne, à mettre en danger la vie d'une personne, ou de créer un risque grave pour la sécurité publique. » La Cour suprême a accepté de la déclarer inconstitutionnelle.

## Cas notables

### Procédure
- Trinité v. Olano, GR n° 59449 ;

### Liberté académique
- Berina v. Institut maritime des Philippines, GR n° L-58610 ;
- Guzman v. Université nationale, GR n° L-68288 ;
- Villar v. Institut technologique des Philippines, GR L-69198 ;
- Alcuaz v. École philippine d'administration des affaires, GR n° 76353 ;
- Non v. Dames, GR n° 89317 ;
- Association des enseignants des écoles publiques de Manille v. Cariño, GR n° 96554 ;

### Autorité militaire
- Luneta v. Commission militaire spéciale n° 1, GR n° L-49473 ;
- Olaguer v. Commission militaire n° 34, GR n° L-54558 ;
- Aberca v. Ver, GR n° L-69866;
- Broka v. Enrile GR n° 69863-65 ;
- DRAPEAU v. Arroyo, affaire retirée ;
- David v. Arroyo, GR n° 171396 ;
- Secrétaire de la Défense nationale v. Manalo, GR n° 180906 ;

### Habeas corpus
- Ilagan v. Enrile, GR n° 70748 ;
- Moncupa v. Enrile, GR n° L-63345 ;
- Gordule v. Enrile, GR n° L-63761 ;
- Dizon v. Eduardo, GR n° L-59118 ;
- Manalo v. Castille ;

### Droit à la caution
- Les gens v. Donato, GR n° 79269 ;

### Recherche et saisie

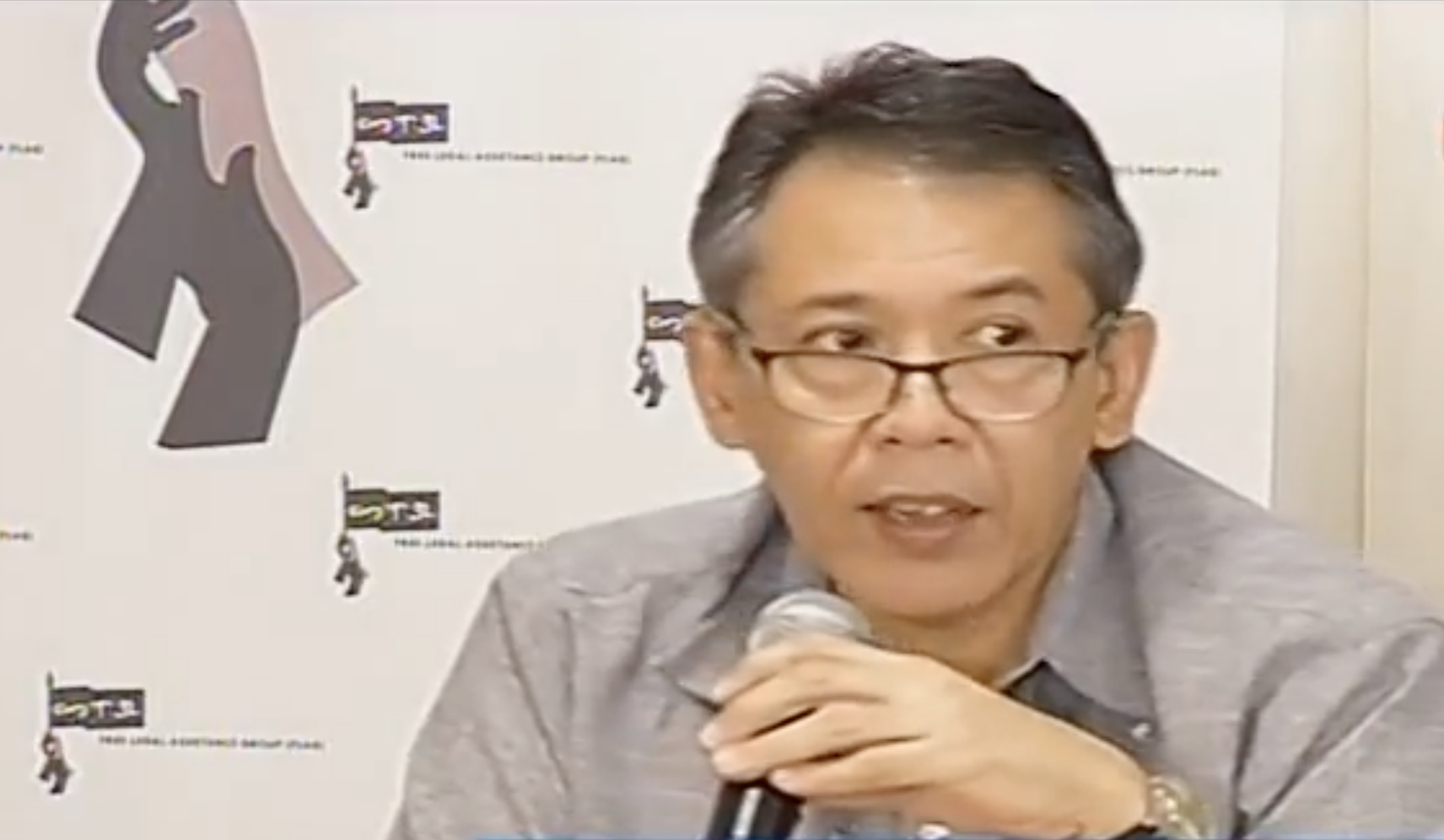
FLAG Président Diokno

- Burgos v. chef d'état-major, GR n° L-64261 ;
- Nolasco v. Pano, GR n° L-69803 ;
- Guazon v. De Villa, GR n° 80508 ;
- Les gens v. Damaso, GR n° 93516 ;
- Basco et Nicoleta v. Salazar ;
- Baylosis v. Chavez, GR n° 95136 ;
- Les gens v. Ringor, Jr., GR n° 123918 ;

### Droit à un avocat
- Diokno v. Enrile, GR n° L-36315 ;
- Morale v. Enrile, GR n° L-61016 ;

### Peine de mort
- Les gens v. Echegaray, GR n° 117472 ;
- Echegaray v. secrétaire à la justice, GR n° 132601 ;
- Les gens v. Parazo, GR n° 121176 ;
- Les gens v. Salarza, GR n° 117682 ;

### La liberté d'expression
- Peuple des Philippines v. Santos, Ressa et Rappler (Affaire RTC R-MNL-19-01141-CR);
- Carpio v. Guevara, GR n° L-57439 ;
- Reyes v. Bagatsing, GR n° L-65366 ;
- Del Prado v. Ermita, GR n° 169848 ;
- Gonzales v. Katigbak, GR n° 69500 ;
- Sanidad v. COMELEC, GR n° L-44640 ;
- Vasquez v. CA GR n° 118971 ;
- Institut philippin de la presse v. Ermita, GR n° 180303 ;
- Raoul Espéras et al., v. Ermita et al., GR n° 181159;
- Bayan v. Ermita, GR n° 169838 ;
- Calleja v. Secrétaire exécutif, GR n° 252578 ;
- Salonga v. Secrétaire exécutif, GR n° 176051 ;

### Prisonniers politiques
- Les gens v. Salle Jr., y Gercilla, GR n° 103567 ;
- Les gens v. Casido, GR n° 116512 ;

### Test ADN
- Andal v. Personnes, GR n° 138268-69 ;
- In re: The Writ of Habeas Corpus for Reynaldo De Villa, tiré de De Villa v. Directeur, New Bilibid Prisons, GR n° 158802 ;

## Rébellion
- Luneta v. Commission militaire spéciale n° 1, GR n° L-49473 ;
- Garcia-Padilla v. Enrile, GR n° L-61388 ;
- Umil v. Ramos I et II, GR n° 81567 ;

### Déréglementation du pétrole et droit à l'électricité
- Association des raffineurs d'huile de noix de coco, Inc. v. Torres, GR n° 132527 ;
- Freedom from Debt Coalition v. Commission de régulation de l'énergie, GR n° 161113 ;

## Autres membres célèbres

### La Cour Suprême
- Roberto A. Abad, juge associé de la Cour suprême qui a d'abord travaillé au cabinet d'avocats Jose W. Diokno en tant qu'associé de 1968 à 1969, puis a ensuite rejoint FLAG sous Diokno[14],[15] ;
- Marvic Leonen, juge associé de la Cour suprême[16].

### Avocats
- Zorro Aguilar, militant, rédacteur en chef et avocat des droits de l'homme de Dipolog, Zamboanga, devenu martyr pendant les dernières années du régime militariste de Marcos[17]. Il est l'un des 65 premiers noms inscrits sur le mur du souvenir au Bantayog ng mga Bayani, qui l'honorait comme martyr de la résistance contre la dictature ;
- David Bueno, avocat des droits de l'homme, militant de la loi martiale et martyr qui a défendu les victimes de la loi martiale à Ilocos Norte, qui était la province natale de Ferdinand Marcos. Il fait partie des 65 premiers noms inscrits sur le mur du souvenir au Bantayog ng mga Bayani, qui l'honorait comme martyr de la résistance contre la dictature ;
- Francisco B. Cruz, avocat des Negros Nine ;

### Vice-Président
- Jejomar Binay, vice-président, président du chapitre de Metro Manila dans les années 1970[18].

### Sénat
- Kiko Pangilinan, sénateur et candidat à la vice-présidence[19] ;
- Rene Saguisag, sénateur, professeur, chroniqueur du Manila Times et avocat qui a été le porte-parole du président Corazon Aquino après la révolution du pouvoir populaire de 1986.

### Université
- Rosario "Chato" Olivas-Gallo, vice-doyenne de la faculté de droit Tañada-Diokno, militante des droits de l'enfant et PDG de Christian Solidarity Worldwide, une organisation de défense des droits humains qui protège les chrétiens persécutés et est basée à Hong Kong. Olivas-Gallo, par l'intermédiaire de Christian Solidarity Worldwide, a également appelé à des processus démocratiques plus libres dans les pays en développement[20] ;
- Manuel Quibod, avocat des droits de l'homme spécialisé en droit fiscal, coordinateur régional du FLAG pour le sud de Mindanao et doyen de l' Ateneo de Davao College of Law[21] ;
- Arno Sanidad, secrétaire général adjoint du FLAG, professeur de droit et membre du Conseil régional des droits de l'homme en Asie, dont le cabinet d'avocats sert d'adresse postale au FLAG pour les plaintes déposées concernant les abus et les rapports de violations des droits de l'homme ;
- Lorenzo "Erin" Tañada III, avocat des droits de l'homme, membre du Congrès, militant, présentateur de nouvelles et diffuseur pour UNTV ;
- Romraflo Taojo, avocat philippin du travail et des droits de l'homme, militant et éducateur tué le 2 avril 1985, lorsqu'un homme armé non identifié soupçonné de faire partie d'un groupe paramilitaire agissant sur ordre de l'armée l'a abattu dans son appartement à Tagum, Davao del Norte. Il fait partie des 65 premiers noms inscrits sur le mur du souvenir au Bantayog ng mga Bayani, qui l'honorait comme martyr de la résistance contre la dictature ;
- Theodore O. "Ted" Te, ancien porte-parole de la Cour suprême, avocat de Leo Echegaray et Maria Ressa, et coordinateur régional du FLAG Metro Manila[22],[23],[24],[25].

### COMELEC
- Haydee B. Yorac, présidente de la Commission des élections, présidente de la Commission présidentielle sur le bon gouvernement et lauréate du prix Ramon Magsaysay[26].